# The W
The W es el tercer álbum de estudio del grupo estadounidense de hip hop Wu Tang Clan, lanzado en noviembre de 2000 por Columbia y Loud. Luego del segundo álbum del grupo, varios miembros de Wu lanzaron discos en solitario, pero todos volvieron a colaborar juntos para este álbum. Cuenta con estrellas invitadas de la talla de Isaac Hayes, Snoop Dogg, Busta Rhymes, Redman, Nas y Junior Reid.
El álbum alcanzó el puesto 5 en el Billboard 200, y el número 1 en el Top Hip Hop Albums, con 301.000 copias vendidas en su primera semana. Produjo los sencillos Protect Ya Neck (The Jump Off), Gravel Pit y Careful (Click, Click), que también lograron buenas ventas y posicionamiento en los listados especializados. El álbum fue certificado con platino por la Recording Industry Association of America (RIAA).
En el 2013 el álbum fue ubicado en el puesto 466 de la lista de los 500 mejores álbumes de todos los tiempos, de la revista NME.